# Рыжих, Сергей Владимирович
Серге́й Влади́мирович Ры́жих (укр. Сергій Володимирович Рижих; род. 12 сентября 1979, Горловка, Донецкая область) — украинский футболист и футбольный тренер.

## Игровая карьера

### 1997—2000
Футболом начинал заниматься в горловской ДЮСШ (первый тренер — Александр Недайвозов), затем поступил в Донецкое училище олимпийского резерва, где был распределён в группу к тренеру Виктору Смолянинову. После завершения обучения футболистом активно интересовался «Шахтёр-2», но Рыжих предпочёл стать игроком команды «Авангард-Индустрия» (Ровеньки), которую тренировал Олег Смолянинов (однофамилец тренера донецкого УОР). В Ровеньках нападающий провёл полтора сезона, во время которых команда вышла из второй лиги в первую. Во время зимнего перерыва в чемпионате 1997/98 Сергей Рыжих, Виталий Лоц и Дмитрий Логвинов по приглашению Михаила Фоменко перешли из «Авангарда» в харьковский «Металлист». За три года пребывания в Харькове Рыжих не имел стабильного места в основном составе, чаще выходил на замену.

### 2001—2005
После окончания контракта с «Металлистом» отправился в команду второй лиги чемпионата России «СКА-Энергию» (Хабаровск), которую к тому времени возглавил Олег Смолянинов. В Хабаровске провёл четыре с половиной года. В трёх сезонах становился лучшим бомбардиром «СКА-Энергии». В 2001 году, когда хабаровчане завоевали путевку в первую лигу, стал лучшим бомбардиром зоны «Восток», пропустив при этом из-за травмы последние матчи первенства и переходные игры против «Уралмаша». Летом 2005 года Смолянинов решил отказаться от услуг форварда.

### 2005—2010
Осенью 2005 года вернулся на Украину, где стал игроком ужгородского «Закарпатья». В это время первый круг чемпионата Украины был в разгаре. Рыжих успел сыграть в десяти матчах и забить два гола. Зимой занялся поиском нового клуба. Находился в тренировочном лагере одесского «Черноморца», но со временем заключил контракт с калининградской «Балтикой».
После «Балтики» перебрался в «Салют-Энергию» (Белгород), потом немного поиграл за липецкий «Металлург». Далее перебрался на Украину, где выступал в первой лиге за ФК «Харьков». Отыграл за эту команду один сезон. После того как команда объявила о своем банкротстве, некоторое время пребывал в качестве свободного агента. Через некоторое время футболисту позвонили из Хабаровска с предложением приехать на сборы «СКА-Энергии» в Анапу, где в перерыве между первым и вторым кругами тренировались команда. После сборов с Рыжих был заключён контракт до конца сезона. В Хаборовске Сергей Рыжих присоединился к Виталию Лоцу и Вячеславу Запояске, составив в команде трио бывших игроков «Металлиста».
24 августа 2010 в календарном матче с «Волгой» Рыжих забил свой 45 гол в составе дальневосточников (31 из них — в первом дивизионе), став третьим в списке бомбардиров команды в первенствах России следом за Василием Кармазиненко и Алексеем Поддубским.
После завершения сезона пробовал трудоустроиться в барнаульском «Динамо», белгородском «Салюте» у Михаила Фоменко и украинском ФК «Полтава», но не с одной из команд не смог заключить контракт.

## Тренерская карьера
С 2012 по 2015 год работал тренером во второй команде харьковского «Гелиоса» — «Гелиос-Академии», выступающей в любительском Чемпионате Харьковской области. Параллельно в её составе выходил на поле. С апреля 2015 года — помощник главного тренера «Гелиоса».

## Карьера в сборной
Состоял в юношеской сборной, которую возглавлял Виктор Догадайло. До переезда в Хабаровск вызывался на сбор молодёжной сборной Украины.